# The Passenger (2023)
The Passenger ist ein Horrorthriller des US-amerikanischen Regisseurs Carter Smith.
Der Film wurde am 4. August 2023 über per Video-on-Demand auf MGM+ veröffentlicht.

## Handlung
Ein Mann ist gezwungen, sich seinen Ängsten und seiner unruhigen Vergangenheit zu stellen, als sein Kollege ausrastet und einen Amoklauf unternimmt.

## Produktion
Im März 2022 wurde die Filmproduktion angekündigt. Die Dreharbeiten begannen einen Monat später in New Orleans.